# Зубцемер

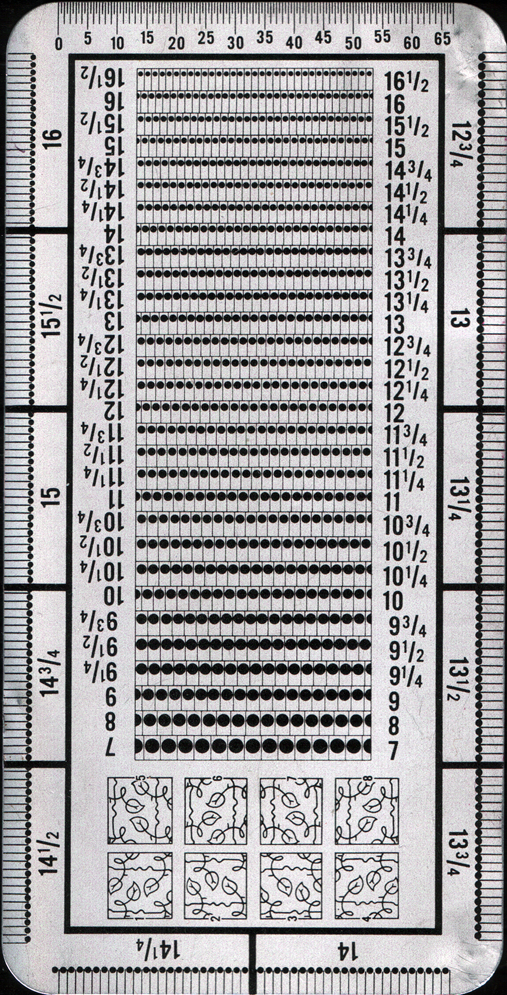
Зубцемер классического типа

Зубцеме́р — специальная линейка для измерения размера зубцовки на почтовых марках. Широко применяется в филателии при описании и идентификации почтовых марок и их разновидностей.

## История
Измерять зубцовку (перфорацию) почтовых марок по количеству отверстий на отрезке длиной 2 см по краю марки предложил в 1866 году французский филателист Жак Амабль Легран, который в 1880 году изобрёл и сам зубцемер.

## Описание
Зубцемер представляет собой пластинку из картона, металла или прозрачных материалов (плотной плёнки, стекла), на которую нанесены шаблоны различных зубцовок. Шаблоны зубцовки наносятся на зубцемер обычно в виде зубцов, ряда чёрных точек или чёрточек на белом фоне (либо белых — на тёмном) или сближающихся тонких прямых линий.
Чтобы определить размер перфорации марки, её прикладывают к зубцемеру и двигают вверх или вниз до тех пор, пока не будет найден ряд, в котором зубцы или точки точно совпадают с отверстиями перфорации. Цифра, напечатанная у этого ряда, указывает размер зубцовки. Обычно на зубцемере располагается шкала различных зубцовок от 7 до 16 ½ мм, то есть от самой крупной до самой мелкой. Существуют зубцемеры с точностью до ¼ зубца. На зубцемерах часто встречается и мерная шкала с точностью до 0,5 мм.
В качестве альтернативы обычному зубцемеру существуют различные типы электронных зубцемеров, преимуществом которых является большая точность измерения зубцовки. Однако они не пользуются популярностью у филателистов.

Современные зубцемеры фирмы SAFE (Schwäbische Albumfabrik GmbH & Co. KG; Германия)
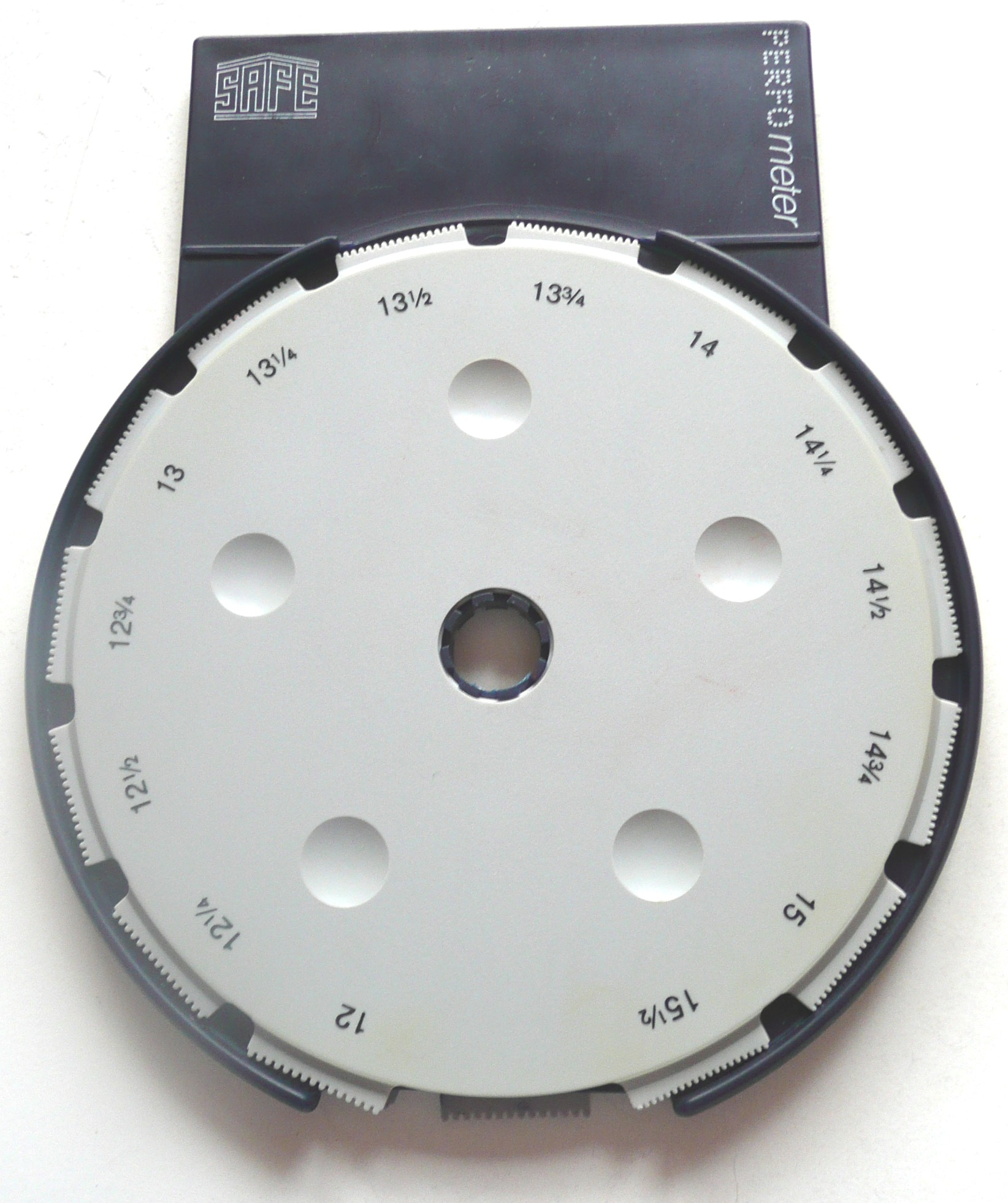
Механическое устройство «Perfometer» («Перфометр»)
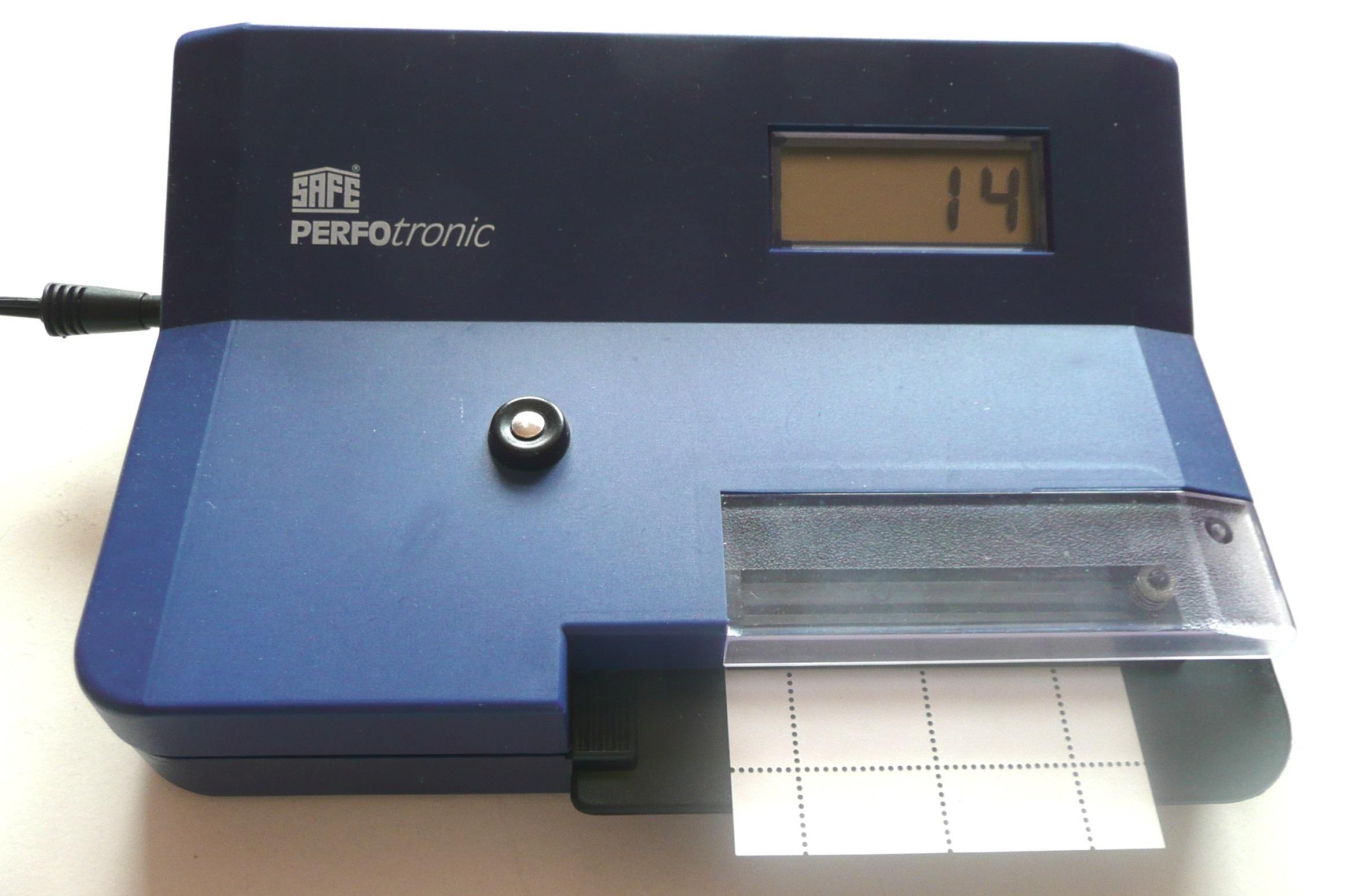
Электронное устройство «Perfotronic» («Перфотроник»)